# Chilenidad
Chilenidad es el término utilizado para describir el conjunto de expresiones culturales que han sido originadas o adaptadas en el actual territorio de Chile y cuyo uso ha perdurado en el tiempo, siendo transmitidas de una generación a otra, lo que ha establecido su identidad nacional. La Real Academia Española la define como «[c]arácter o condición de chileno» y «[a]mor o apego a lo chileno». Está emparentada con las costumbres de los países hispanoamericanos y es relacionada principalmente con las tradiciones campesinas del país, en particular con la cultura huasa, de raíz española. Las otras culturas que la conforman son la nortina, la urbana, la rapanui, la mapuche, la chilota y la patagónica. Desde 2010, cada 17 de septiembre es celebrado el Día del Huaso y de la Chilenidad.

## Descripción
El concepto «chilenidad» comenzó a estructurarse durante el gobierno del presidente Pedro Aguirre Cerda (1938-1941) — en el marco del auge del  nacionalismo a nivel global—, quien encargó al cineasta local Emilio Taulis la filmación del documental titulado ¿Qué es la Chilenidad? (1939). En este fue expuesto que toda acción orientada al desarrollo industrial del país que logre un progreso social para él es chilenidad. De esta forma, el gobierno mostraba las políticas orientadas a la industrialización y modernización del país.

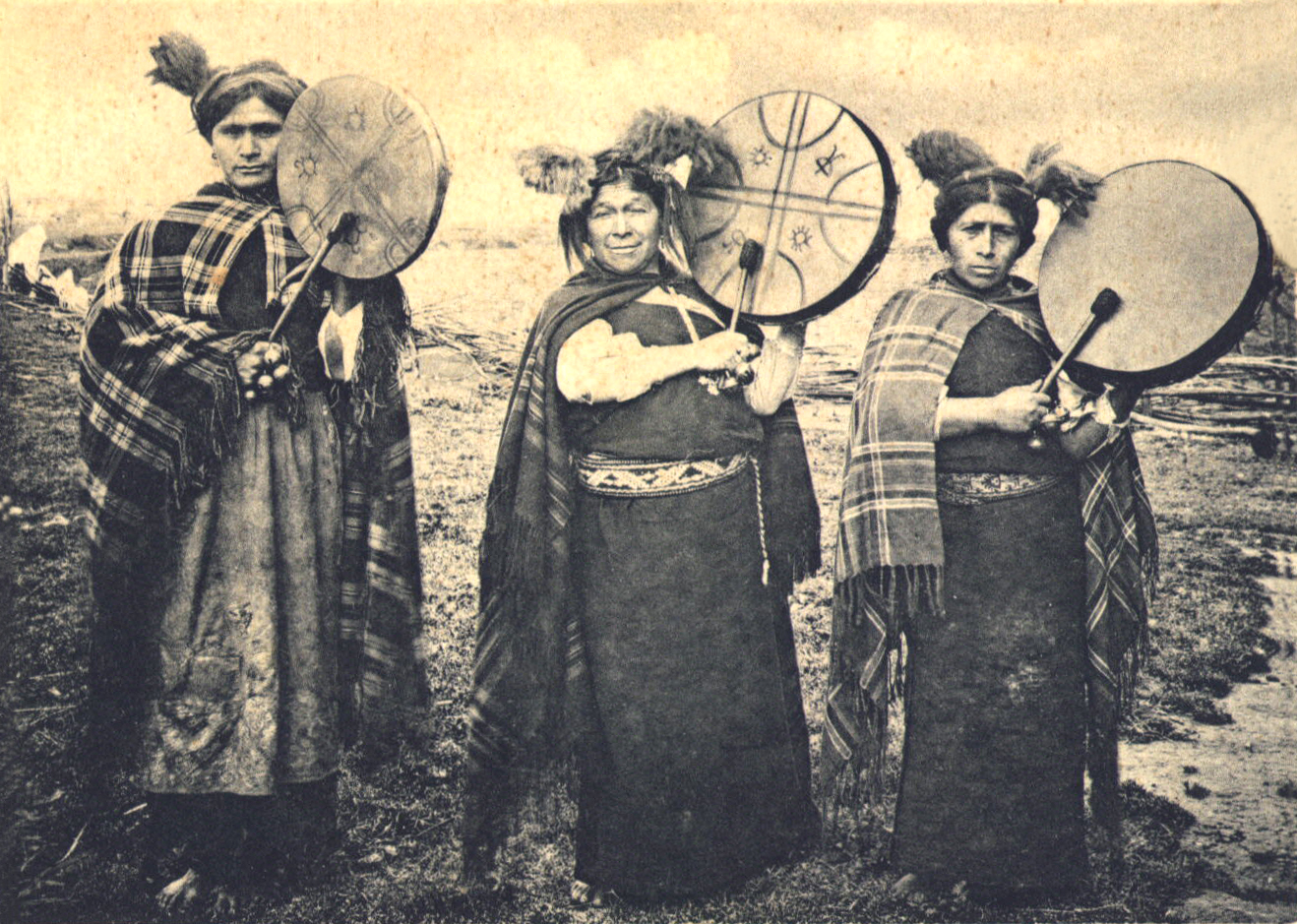
Mapuche, el pueblo indígena base.

Actualmente las expresiones culturales que conforman la chilenidad se manifiestan en los actos cívicos —días feriados y conmemorativos—, la artesanía, las fiestas y carnavales, el deporte, el dialecto, el folclore —danzas y música—, la gastronomía —comidas y licores—, los juegos, las tradiciones orales —dichos, mitos y leyendas— y las tradiciones religiosas o de fervor popular. Muchas de estas tuvieron su origen durante la época colonial del Imperio español en los siglos XVII y XVIII, siendo propias de la cultura criolla, mezcla de españoles nacidos en Chile y del resultado del mestizaje con las indígenas —changa, diaguita, picunche, chiquillán y pehuenche—, mientras que otras han surgido durante los siglos XIX y XX tanto por la herencia hispana como por aportes de otros inmigrantes.
Arquetipos de personajes son Condorito de la historieta homónima y de personas, el cuico, el flaite, el guachaca, el roto chileno, la señora Juanita y el huaso, el campesino de las zonas del Norte Chico, Central y parte del Sur. El traje típico creado para representar a los huasos varones es una chupalla, un chamanto o una manta, y dos espuelas chilenas cuando montan un caballo chileno, por su parte las mujeres o "chinas", llevan vestidos coloridos y trenzas. Luego de la independencia del país, fue enriquecida con la expansión de sus fronteras durante el siglo XIX, quedando dentro del territorio nacional expresiones tales como la aimara, la chilota, la rapa nui, la mapuche y la patagónica. En algunos sectores la adhesión y práctica de las tradiciones son consideradas un indicador de patriotismo.

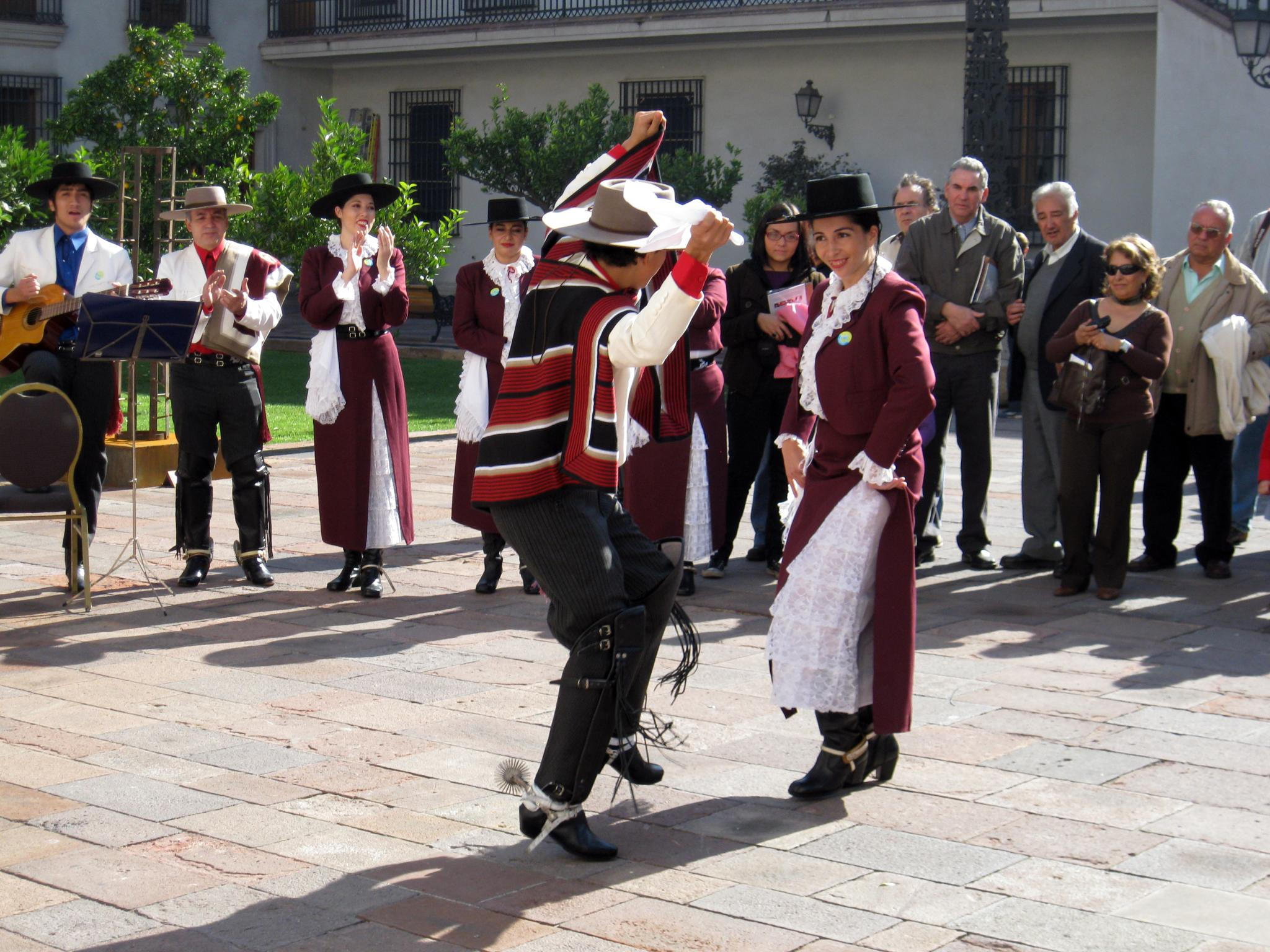
Cueca, la «danza nacional».

Como expresión cívica y práctica social, ocurre con mayor fuerza durante septiembre o «mes de la patria», teniendo su clímax en las Fiestas Patrias, cuando es celebrada entre tres y cinco días la llegada de la primavera y la realización de la Primera Junta Nacional de Gobierno, el 18 de septiembre de 1810, hecho considerado como iniciador del proceso de la Independencia de Chile, promulgada el 12 de febrero de 1818. La mayor es la Fiesta de la Pampilla en la ciudad de Coquimbo y la principal, las Fondas del Parque O'Higgins en la capital Santiago, donde también transcurre la Semana de la Chilenidad en el Parque Padre Hurtado de las comunas de Las Condes y La Reina desde 1995 y cuenta con el Parque de la Chilenidad en Lo Barnechea permanentemente.
En 1927 fue creado el grito coreado ceacheí, usado para homenajear al país durante celebraciones y manifestaciones o alentando a un representante nacional en una competencia. Durante las décadas de 1930 y 1940 los clubes de fútbol Colo-Colo y Magallanes jugaban el Clásico de la Chilenidad por su alusión patriótica, el principal del país. De acuerdo a una encuesta de la Fundación Futuro efectuada en 2007, el 92 % respondió sentirse orgulloso de ser chileno, cifra que alcanzó el 100 % en el tramo entre los 14 y los 17 años y en el grupo de altos ingresos, pero que alcanzó su mínimo entre los 18 y 24 años. Durante el siglo XXI el país se convirtió en el centro de la observación astronómica internacional, por lo que es denominado como los «ojos del mundo». Desde 1991, es representada internacionalmente por la Escuadra Ecuestre Palmas de Peñaflor. En 2009 fue creada la Fundación Imagen de Chile.

## Actividades
Las principales son:

### Actos cívicos
- Bandera de Chile, izamiento. En el mes de septiembre se iza la bandera nacional en recintos públicos y casas particulares, lo cual debe hacerse correctamente, si se hace horizontalmente, se iza tal cual, con la estrella arriba hacia la izquierda, si se hace verticalmente la estrella debe estar hacia la izquierda aunque quede la cara frontal por el reverso, todo de la perspectiva mirando desde la calle. Si se iza en el palacio gubernamental, o bien en presencia del Presidente, la bandera debe llevar el escudo en el centro —bandera presidencial—. Aunque la norma es obligatoria, se ha relajado en su uso con respecto a las viviendas particulares, no así si se iza de forma incorrecta. El 18 de septiembre, junto con el 21 de mayo y el 19 de septiembre, se iza la bandera nacional en recintos públicos y casas particulares, aunque el 21 de mayo no de forma obligatoria.[18] Es realizado también durante los tijerales en el punto más alto de una construcción cuando finaliza.
- Parada Militar: Es un desfile nacional realizado el 19 de septiembre de cada año en el Parque O'Higgins, donde las Fuerzas Armadas de Chile, así como los Carabineros, muestran sus armamentos y sus soldados, los aviones de la FACh hacen acrobacias, las autoridades beben «chicha en cacho» y las familias elevan volantines en las inmediaciones.

### Deportes

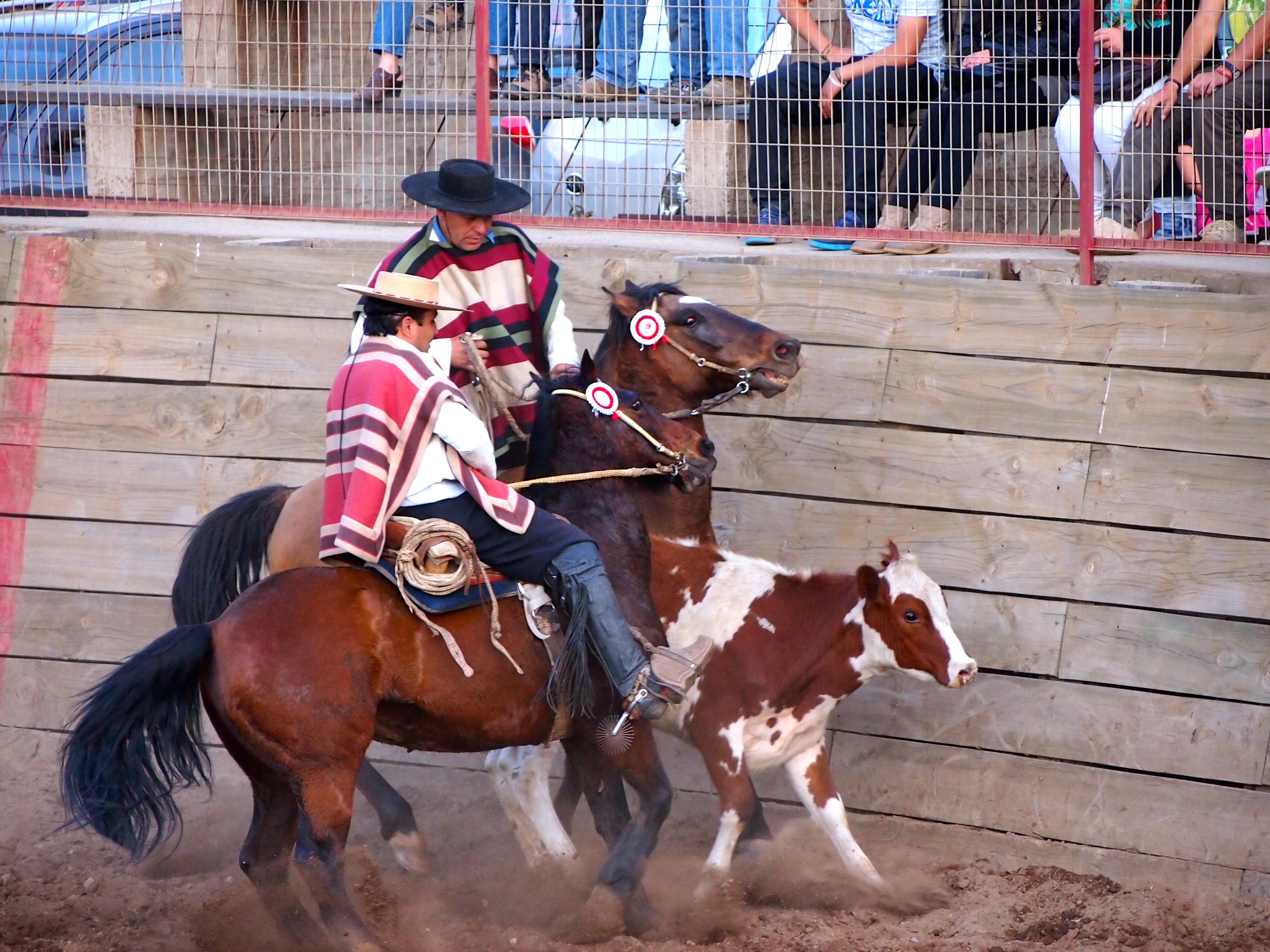
Rodeo, un «deporte nacional».

- Carreras a la chilena: Son competencias de velocidad sobre un caballo en un terreno natural. Los jinetes montan sin monturas, sin estribos, sin espuelas y solo agarrados de las crines del caballo. Gana el jinete que llega primero a la meta.
- Rayuela: Deporte típico chileno de precisión, en el cual el participante, con un tejo —un cilindro de fierro— o con una moneda, debe acertar a una caja de arena o de barro rectangular dividido en dos por la mitad larga, tirando o arrojando el objeto a una distancia concordada, y lograr llegar lo más posible a ese centro. Por lo general la gente puede apostar y ganarse la moneda del otro, al ser quien acercó más la moneda al centro que su rival. En 2014, fue reconocida como deporte nacional y como «símbolo cultural y patrimonial de la Nación».[19]
- Rodeo: El rodeo es un deporte que consta de una collera —una pareja de jinetes montados en caballos— que debe conducir a un novillo por un circuito, llamado medialuna, y detenerlo en secciones acolchadas del circuito, denominadas atajadas, intentando hacerlo sobre partes del animal que den más puntaje. Se puede asistir como participar. Actualmente es considerado como deporte nacional de Chile.[20]

### Juegos
- Palo ensebado: Este es un tronco puesto de forma vertical sobre el suelo, el cual se engrasa con cera o grasa, y debe ser subido por los participantes. El objetivo es llegar a la parte alta del tronco, donde generalmente se encuentra un premio.
- Tirar la cuerda: Dos bandos, de igual número de participantes, jalan una cuerda común. El grupo que haga menos fuerza pierde y por lo general, cae en un pozo relleno de barro.
- Trompo: El trompo es un objeto de madera con un clavo en un extremo, el cual por una cuerda amarrada en el otro extremo se hace girar. También se hacen acrobacias con el trompo, o que trompo dura más girando.
- Volantín: El volantín chileno está hecho de papel liviano, llamado papel de volantín, con palitos de madera y atado a un extremo con una cuerda, piola o lienzo; se hace volar con el viento, sujetando el otro extremo de la cuerda. Esto se debe a que en septiembre es un mes ventoso, por lo menos en la zona central de Chile, lo que permite verlos en los cielos.

### Festividades

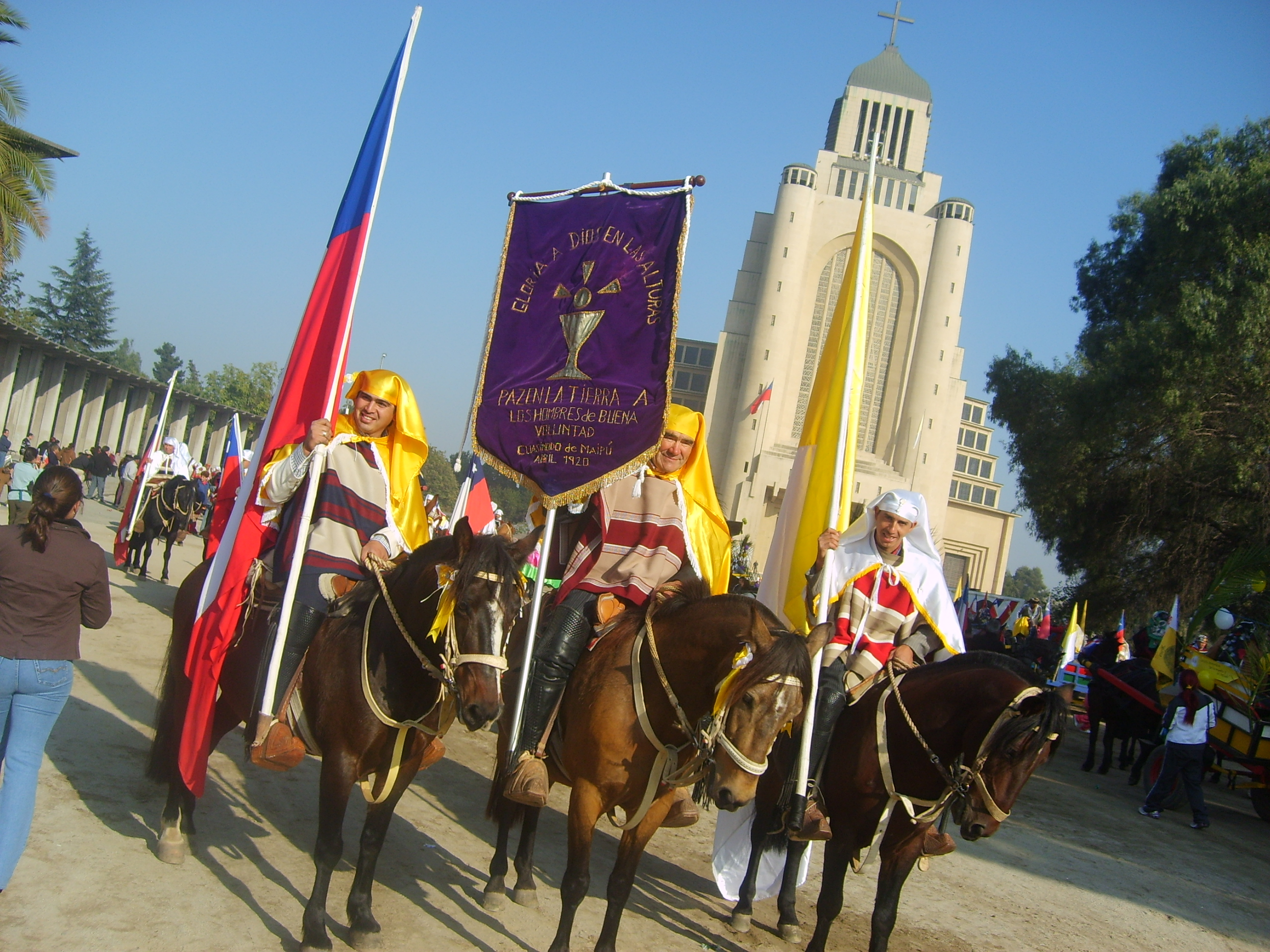
Cuasimodo, una fiesta religiosa.

- Cuasimodo: Celebración religiosa católica, realizada principalmente en la zona central de Chile, la cual se realiza el primer domingo siguiente a la Pascua.
- Fiesta de la Vendimia
- Fonda: La fonda o ramada es un recinto cubierto de material ligero. Es el lugar donde se practican alguna de las actividades del «Mes de la Patria», por ejemplo beber chicha, bailar cueca o comer empanadas.
- Trilla a yegua suelta: Es una tradición campesina que se realiza para separar la paja del grano.

## Arte

### Comidas

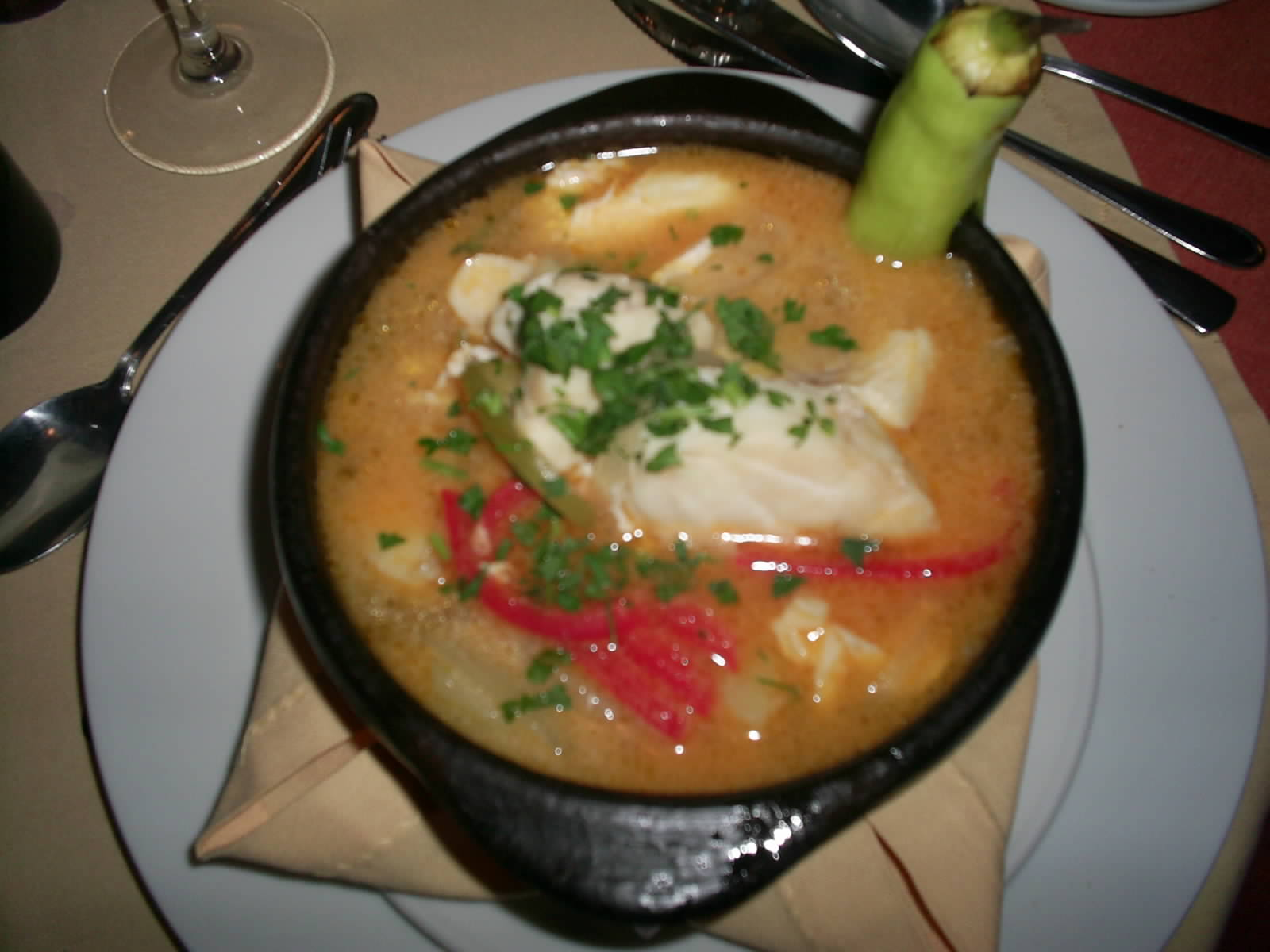
Caldillo de congrio, un plato típico.

- Asado: Asado o parrillada se le llama al acto de comer carnes cocidas a las brasas, o el comer anticuchos, que son fierros donde se clava los anteriores con verduras en trozos pequeños, todo esto cocinado y asado en una especie de cocinilla llamada parrilla o quincho, a base de carbón; el cual puede ser acompañado previamente mientras se prepara, con longanizas en marraqueta llamados choripanes.
- Empanada de pino: Es una masa de harina de trigo frita u horneada, cuyo interior contiene pino —carne con cebolla picadas, aceitunas, pasas y huevo duro— y es aderezada con aliño completo.

Salsas
- Chancho en piedra: Causeo o salsa preparada con tomates y condimentos —no lleva carne de cerdo a pesar de su nombre—.
- Pebre: Salsa preparada para aderezar caldos, porotos granados, carnes o choripanes en un asado.

Dulces
- Chilenito: Tipo de alfajor que se consume generalmente para las fiestas patrias. Se prepara con dos hojarascas —especie de galleta— unidas con chancaca o con manjar.
- Cuchuflí: Barquillo relleno con dulce de leche.[21]
- Empolvado: Es elaborado con harina, relleno con dulce de leche y espolvoreado con azúcar flor.

### Bebidas

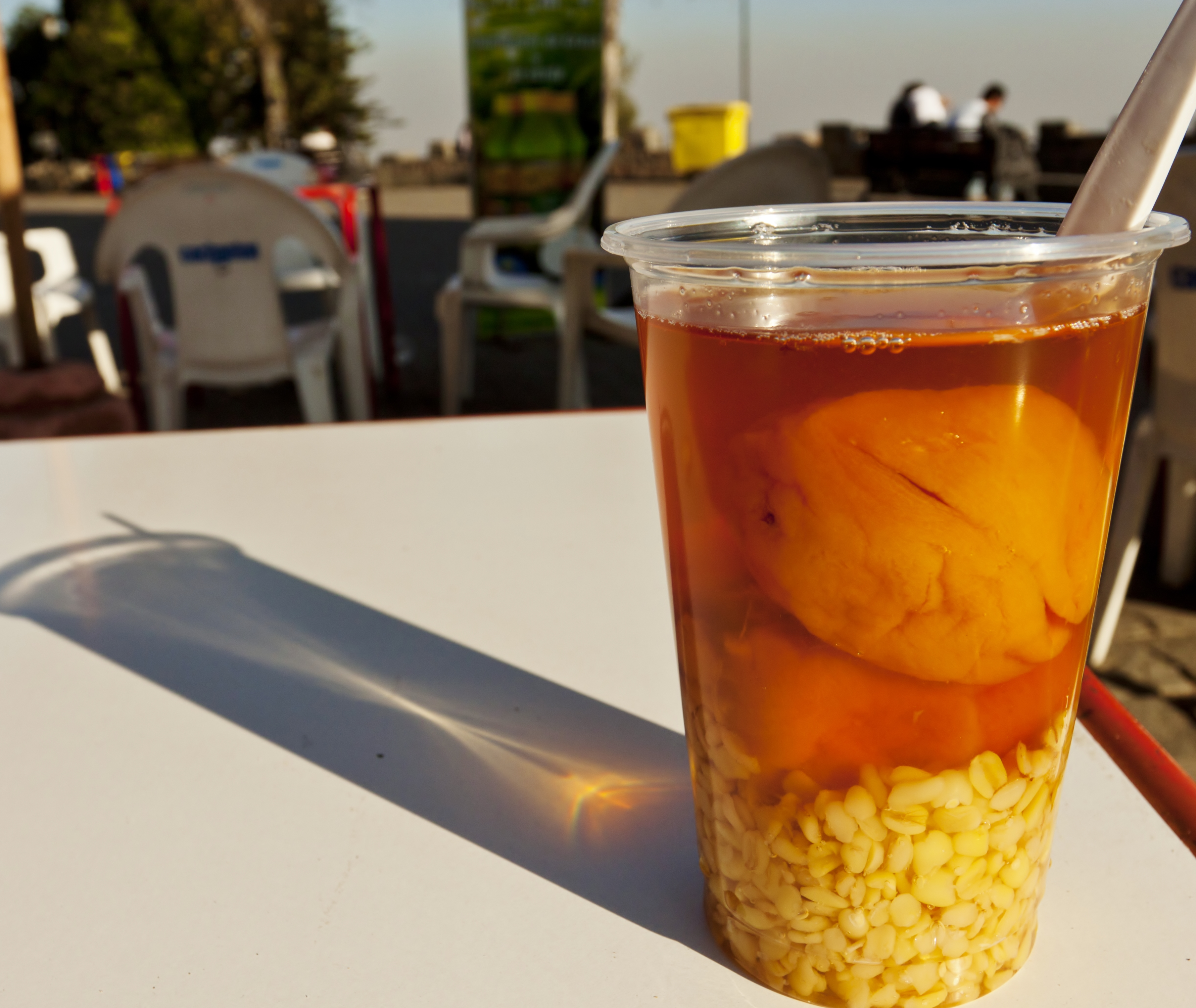
Un vaso de mote con huesillos.

- Chicha: La chicha que se consume en el centro de Chile es una bebida alcohólica producida a partir de uva fermentada con el mismo proceso del vino pero más rústico, rápido y acaramelado; en algunas preparaciones, se añade aguardiente o similar. Una variante del sur del país es la chicha de manzana, una sidra hecha en forma rústica sin añadidos. Similarmente, en el norte del país —sobre todo en los poblados del interior de la Región de Tarapacá— se elabora para las fiestas religiosas la chicha de piña, similar a la de manzana. Por lo general, la chicha es un trago suave, de no muchos grados alcohólicos.
- Mote con huesillos: Es una bebida no alcohólica, o jugo acaramelado, con mote de trigo y duraznos secos.
- Pisco chileno: Es una bebida alcohólica de la familia de los brandis, perteneciente a una variedad de aguardiente de uvas.
- Vino chileno: Se obtiene de la uva mediante fermentación. Existe una gran variedad de vinos chilenos —se destacan las cepas Cabernet Sauvignon, Carménère y Merlot entre los vinos tintos, y Chardonnay, Gewürztraminer y Sauvignon Blanc entre los blancos— los cuales son conocidos mundialmente.

Cócteles
- Cola de mono: Es un cóctel hecho sobre la base de aguardiente, leche, café, azúcar y especias, de uso común en las festividades de Navidad y Año Nuevo.
- Jote: Es un cóctel que mezcla una bebida cola —Coca-Cola, Pepsi, etc.— con vino de cualquier calidad, generalmente poco frutosos y del año, para bajar el grado alcohólico y aumentar el dulzor.
- Piscola: Es un cóctel que mezcla una bebida cola —Coca-Cola, Pepsi, etc.— con pisco, es uno de los tragos más populares no solo en el mes de la patria, sino que todo el año sin excepción.
- Terremoto: Es un cóctel preparado a partir de pipeño con helado de piña y granadina. Se sirve con bombilla o pajilla.

### Música

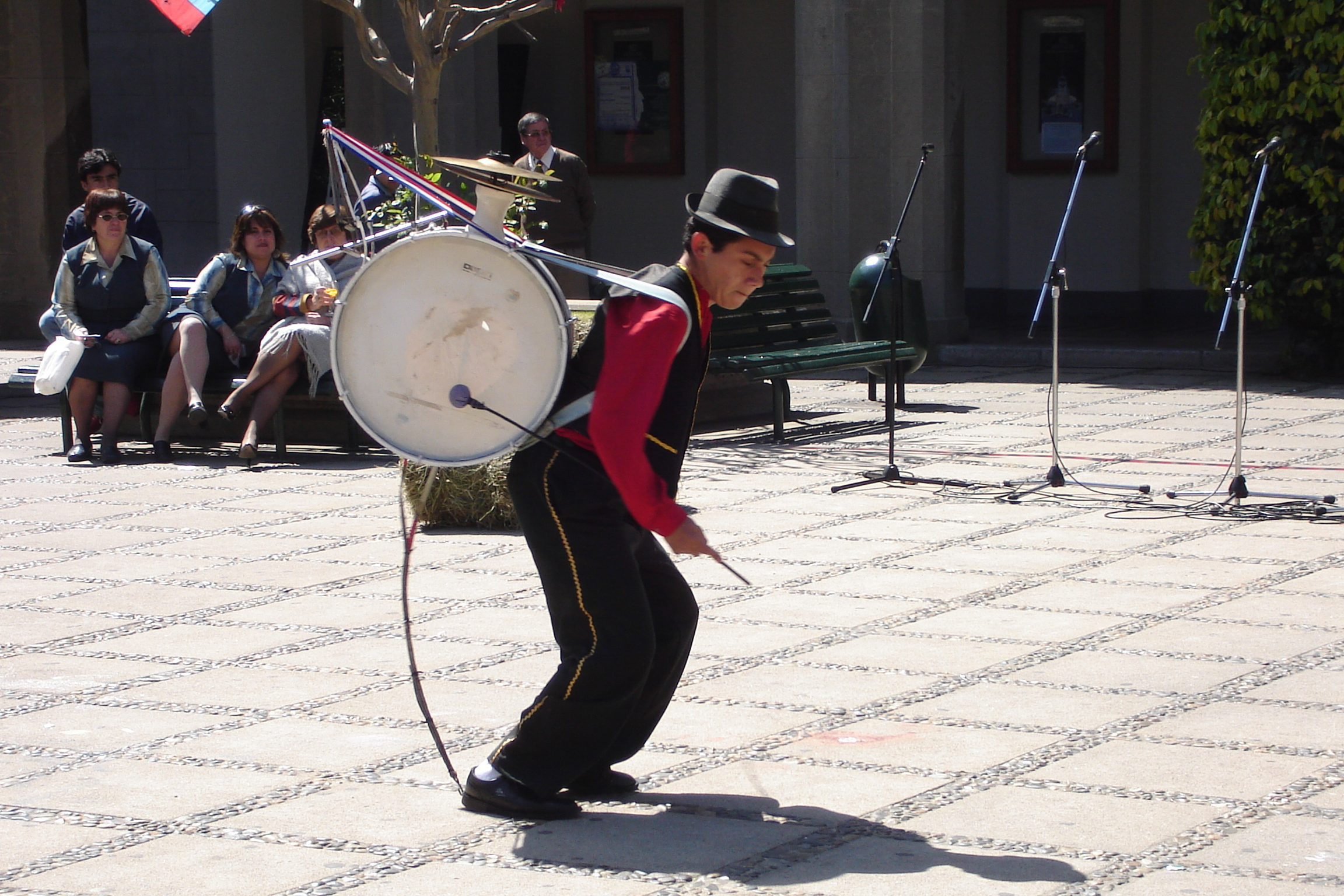
Chinchinero, un personaje popular.

- Baile chino: Son hermandades de músicos que expresan su fe por intermedio de la música, la danza y el canto, con motivo de la celebración de fiestas conmemorativas. Es practicada esencialmente desde el Norte Chico hasta la Zona Central y tiene cinco estilos.[22]
- Canto a lo poeta: Es una expresión en décimas acompañada por un guitarrón chileno.[23]
- Cueca: La forma que asume este género sudamericano en la zona central de Chile es considerada el baile nacional del país.[24] Destacan dos tipos de bailes, el tradicional y el elegante con espuelas y vestidos. Desde la década de 1980, en algunas fondas se utiliza en conjunto con los bailes de moda —como la cumbia chilena—, para celebrar las Fiestas Patrias. Es usada para hacer el esquinazo, homenaje que se hace a alguien en un lugar público con música y danzas folclóricas chilenas.[25] Según el musicólogo Pablo Garrido en 1943, la cueca es «el símbolo más puro de la identidad chilena».[26]
- Chinchinero: Son personas que tocan un tambor que llevan en su espalda, y bailan en giros al son de su música.
- Organillero: Son personas que tocan un organillo, a los cuales habitualmente los acompaña un loro, y que leen la suerte escrita en papelitos y venden remolinos.

## Emblemas

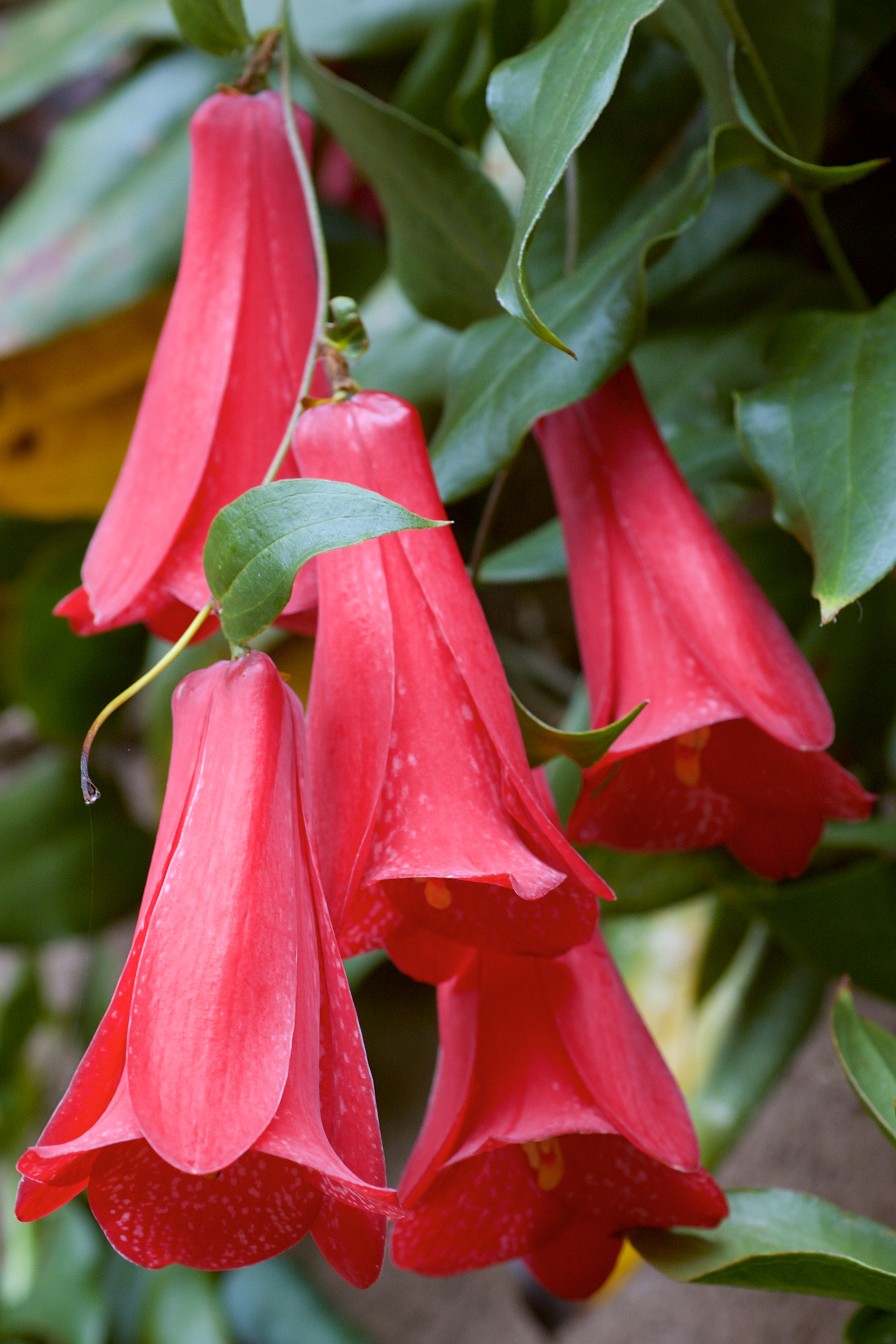
Copihue, la «flor nacional».

Chile posee una serie de «emblemas nacionales» definidos por ley.
El decreto 1534 de 1967 del Ministerio del Interior determinó los emblemas nacionales del país y reglamentó su uso, sistematizando y refundiendo diversas normas legales y reglamentarias sobre la materia. Su artículo 1.° establecía que los emblemas nacionales eran «el Escudo de Armas de la República, la Bandera Nacional, la Escarapela o Cucarda y el Estandarte Presidencial o Bandera Nacional Presidencial». Además, este mismo artículo ratificó la oficialización de la inclusión en el escudo nacional del lema «Por la razón o la fuerza» hecha por el decreto 2271 de 1920 del Ministerio de Guerra y Marina.
Posteriormente, el artículo 2.° de la Constitución Política de la República de Chile de 1980 estableció que «son emblemas nacionales la bandera nacional, el escudo de armas de la República y el himno nacional». Según el artículo 22.° de la misma Constitución, «todo habitante de la República debe respeto a Chile y a sus emblemas nacionales». Por su parte, el artículo 6.° de la Ley de Seguridad del Estado —decreto 890 de 1975 del Ministerio del Interior— dispuso que «cometen delito contra el orden público [...] b) Los que ultrajaren públicamente la bandera, el escudo o el nombre de la patria».

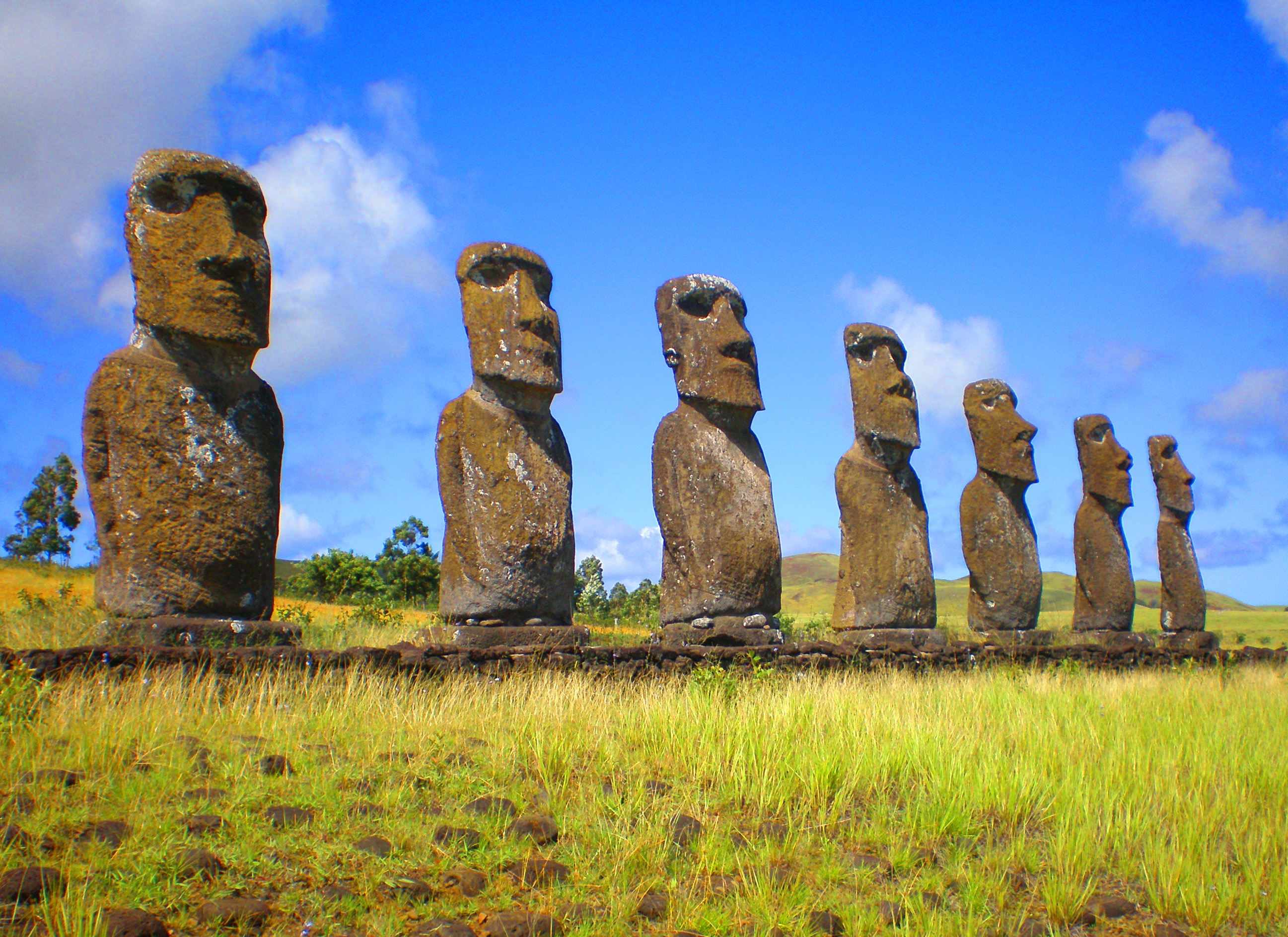
Moái, un símbolo famoso del país.

Asimismo, se oficializaron otros símbolos nacionales mediante decretos. El copihue ha sido la flor nacional desde el 24 de febrero de 1977 y la cueca, la danza nacional desde el 6 de noviembre de 1979. El lapislázuli, una gema que se extrae en el norte del país, fue declarado piedra nacional el 23 de noviembre de 1984. La combarbalita, una roca ornamental semipreciosa que es abundante en la zona de Combarbalá, también fue declarada como tal el 22 de noviembre de 1993. Por otro lado, mediante oficio, al rodeo chileno ha sido considerado como deporte nacional desde el 10 de enero de 1962; el 4 de octubre de 2014, la rayuela fue reconocida como deporte nacional y como «símbolo cultural y patrimonial de la Nación».
El cóndor andino y el huemul están presentes en el escudo nacional pero no han sido declarados «animales nacionales» por ley, pero sí tienen la categoría de «monumentos naturales».